# Ben Jelen
| Hintergrundinformationen | Hintergrundinformationen                      |
| ------------------------ | --------------------------------------------- |
|                          |                                               |
| Geburtsname              | Benjamin Ivan Jelen                           |
| Geburtsdatum             | 8. Juli 1979                                  |
| Geburtsort               | Edinburgh, Schottland, Vereinigtes Königreich |
| Genre                    | Pop-Rock, Alternative                         |
| Beruf                    | Sänger, Songschreiber                         |
| Instrumente              | Gesang, Gitarre, Klavier, Geige               |
| Plattenlabel             | Custard Records                               |
| Website                  | www.benjelen.com                              |

Ben Jelen (* 8. Juli 1979 in Edinburgh) ist ein schottischer Sänger, Produzent und Songschreiber.
Im März 2004 veröffentlichte er sein Debütalbum Give It All Away beim Label Maverick Records. Nachdem das Album nur mäßigen Erfolg hatte, verließ Jelen Maverick Records und veröffentlichte 2005 mit Hilfe von Fearless Management Records die EP Rejected. 2007 unterschrieb er bei Linda Perrys Plattenlabel Custard Records und veröffentlichte am 17. Juli des gleichen Jahres sein zweites Album Ex-Sensitive, das von Linda Perry produziert wurde.

## Film und Fernsehen
Jelen war 2005 Gaststar in einer Episode der Fernsehserie Dr. House. Ein Jahr zuvor war er in einer Episode der Fernsehserie Las Vegas zu sehen.

## Diskografie

### Alben
- Give It All Away, Maverick Records (30. März 2004)
- Rejected (EP) (2005)
- Ex-Sensitive, Custard Records (17. Juli 2007)
- Wreckage (EP) (22. April 2008)

### Virtuelle Alben
- Sessions@AOL (2004)

### Singles
- Come On/Give It All Away (27. Februar 2004)
- Where Do We Go (2007)
- Wreckage (2008)